# مارکوویچوو
مارکوویچوو (به صربی: Markovićevo) یک منطقهٔ مسکونی در صربستان است که در Plandište municipality واقع شده‌است. مارکوویچوو ۲۱۶ نفر جمعیت دارد و ۷۴ متر بالاتر از سطح دریا واقع شده‌است.